# Újhelyi Szilárd
Újhelyi Szilárd (Debrecen, 1915. november 28. – Budapest, 1996. július 30.) magyar politikus, művelődéspolitikus, szerkesztő.

## Életútja
A debreceni tudományegyetemen 1937-ben szerzett jogi diplomát. 1937-ben a Márciusi Front egyik alapítója és a Tovább c. lap szerkesztője. 1940-ben belépett az MKP-ba. Részt vett az ellenállási mozgalomban. Kétszer tartóztatták le, három évig tartották rendőri megfigyelés alatt. 1945-től a Népjóléti Minisztérium államtitkáraként működött.
1948-tól a Kulturális Kapcsolatok Intézetének főtitkára volt. 1950-ben a Magyar Rádió vezérigazgató-helyettesévé nevezték ki.
1951. március 5-én letartóztatták, koncepciós perben nyolc év börtönre ítélték. 1954. július 23-án rehabilitálták, majd filmfőigazgatóvá nevezték ki. 1955-ben Nagy Imre köréhez, a kommunista párt belső ellenzékéhez tartozott. 1956. október 23-án részt vett a Nagy Imre lakásán folytatott megbeszélésen. Az 1956-os forradalom napjaiban Nagy Imre egyik tanácsadója volt. A forradalom bukása után a jugoszláv nagykövetségre menekült. November 23-án Nagy Imrével együtt Snagovba, Romániába hurcolták.
1958-ban visszatérhetett Magyarországra. Az MTA Történettudományi Intézetének munkatársa lett. 1962-ben a filmszakmába helyezték, 1962. júniustól a Filmtudományi Intézet helyettes igazgatója, 1963. januártól igazgató. 1967-1968-ban a Művelődési Minisztérium Kiadói Igazgatóságának vezetője, majd 1972-ig a Filmművészeti Főosztály vezetője. 1972-től a Külügyminisztérium főosztályvezetője, 1973. januártól 1977. évi nyugdíjazásáig Magyarország párizsi UNESCO-nagykövete.
1988-ban az Új Márciusi Front alapító tagja, majd elnöke; a Történelmi Igazságtétel Bizottság egyik alapítója, a Károlyi Mihály Társaság alelnöke. 1991-ben a Magyar Mozgókép Alapítvány elnöke, majd tiszteletbeli elnöke volt.

## Kötetek (válogatás)
- Szabadság és modern diktatúrák / Ujhelyi Szilárd. Debrecen,: 1937. 47 fol.
- „A budapesti 12” / szerk. és összeáll. Karcsai Kulcsár István ; bev. és filmismertetések Ujhelyi Szilárd. Budapest : M. Filmtud. Int. és Filmarchívum NPI, 1971
- 23. Magyar Filmszemle : Budapest, 1992. február 7-12. / [közread. a Magyar Mozgókép Alapítvány]; bevezető tanulmányt írta Újhelyi Szilárd, Szabó István. Budapest : M. Mozgókép Alapítvány, 1992